# Игра у тами
Игра у тами је позоришна представа коју је режирао Југ Радивојевић а написао Ђорђе Милосављевић. Премијерно је одиграна у Позоришту Бошко Буха 20. фебруара 2010. године.

## Радња
Вук упознаје Аску преко огласа у локалним новинама. Обећао јој је лак посао, добру зараду и леп смештај у угоститељском објекту на мору, где је повео својим колима. Али је уместо на обалу довео у запуштен мотел у јадранском залеђу, који воде Вуков старији брат и мајка. Аска убрзо схвата како је ту доведена да би под присилом радила као проститутка. Мучно искуство прети да је уништи, али Аска налази неочекивани излаз у плесу, испуњавајући жеље газда и муштерија бордела, даје све плесу, у коме види неку врсту личног уточишта пред окружењем ужасне стварности.

## Улоге
| Глумац               | Улога  |
| -------------------- | ------ |
| Тамара Драгичевић    | Аска   |
| Виктор Савић         | Вук    |
| Владица Милосављевић | Живана |
| Вук Костић           | Обрад  |
| Борка Томовић        | Рада   |
| Ненад Ненадовић      | Шоле   |
| Игор Дамјановић      | Фадиљ  |
| Миодраг Радоњић      | Луиђи  |
| Срђан Малетић        | Агим   |